# تویو ایتو

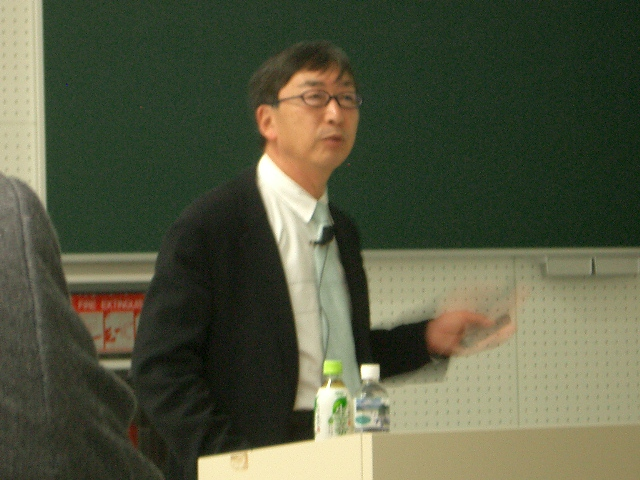

تویو ایتو (به ژاپنی: 伊東豊雄) (زاده ۱۹۴۱) معمار مشهور کره‌ای‌تبار ژاپنی است. او در معماری خود به جنبهٔ مفاهیم نظری توجه بسیار دارد. ایتو دانش آموخته دانشگاه توکیو است.
برخی مهمترین اثر او را کتابخانه مدیاتک در شهر سندای دانسته‌اند.

## نگارخانه

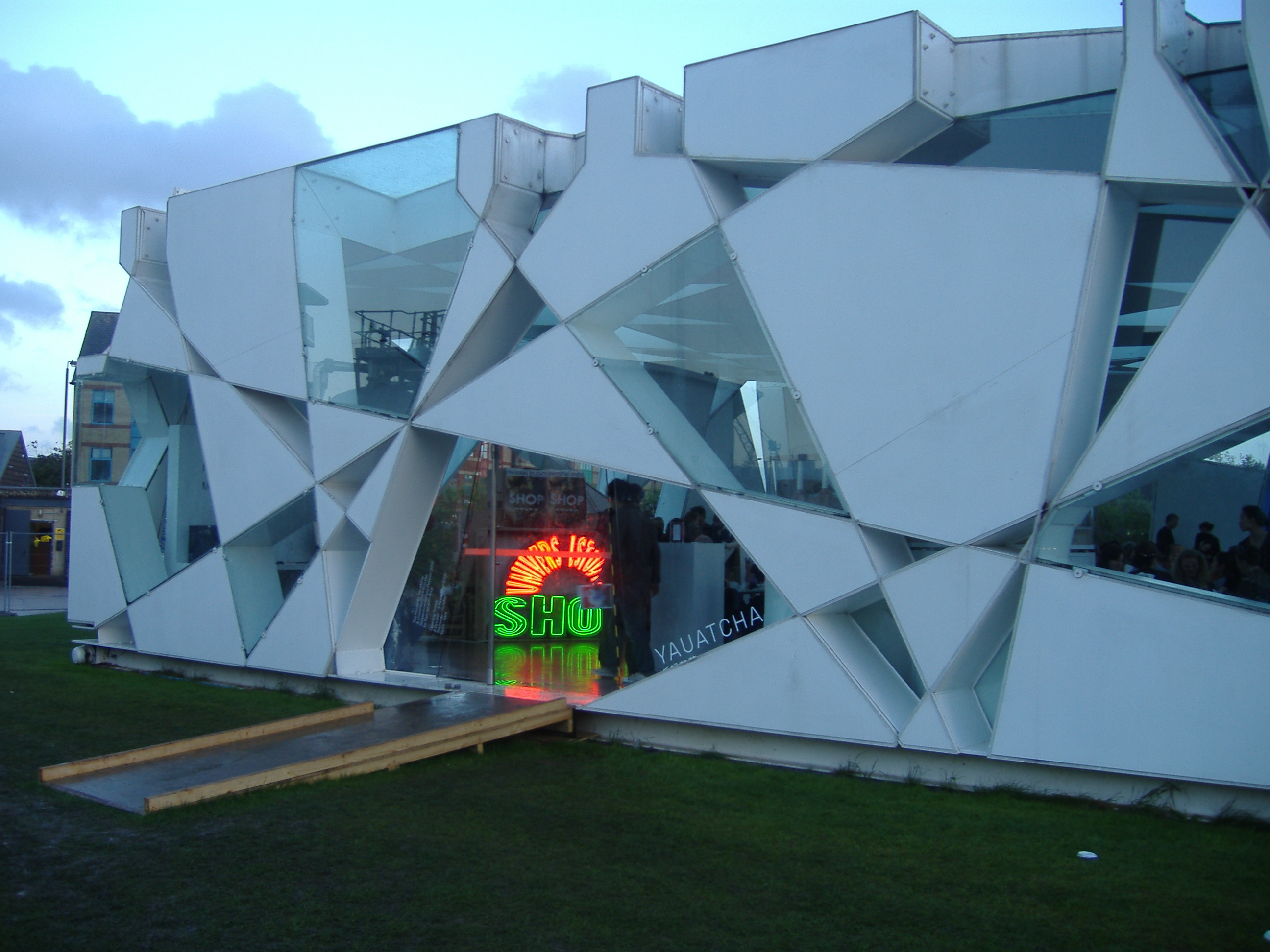
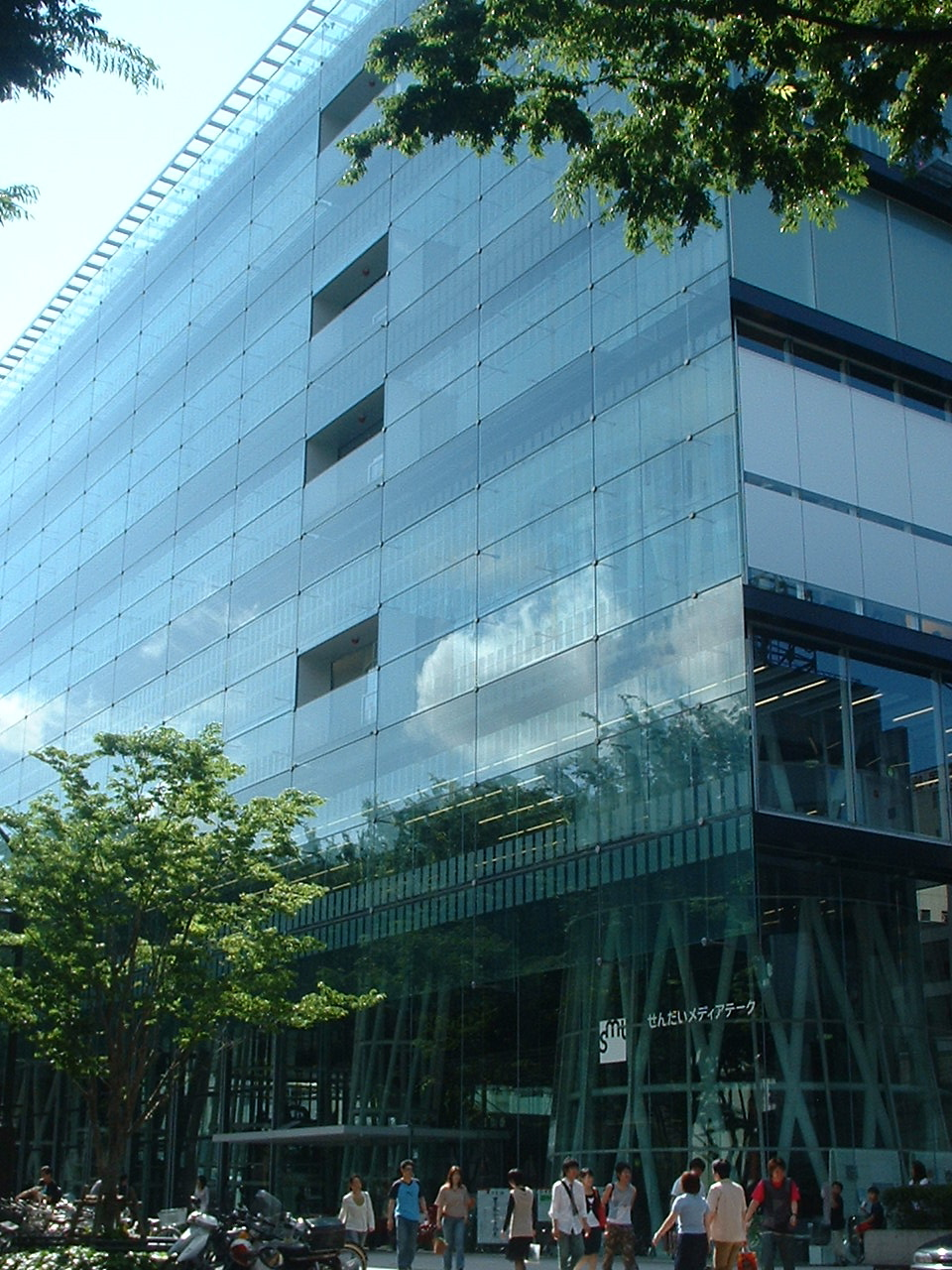
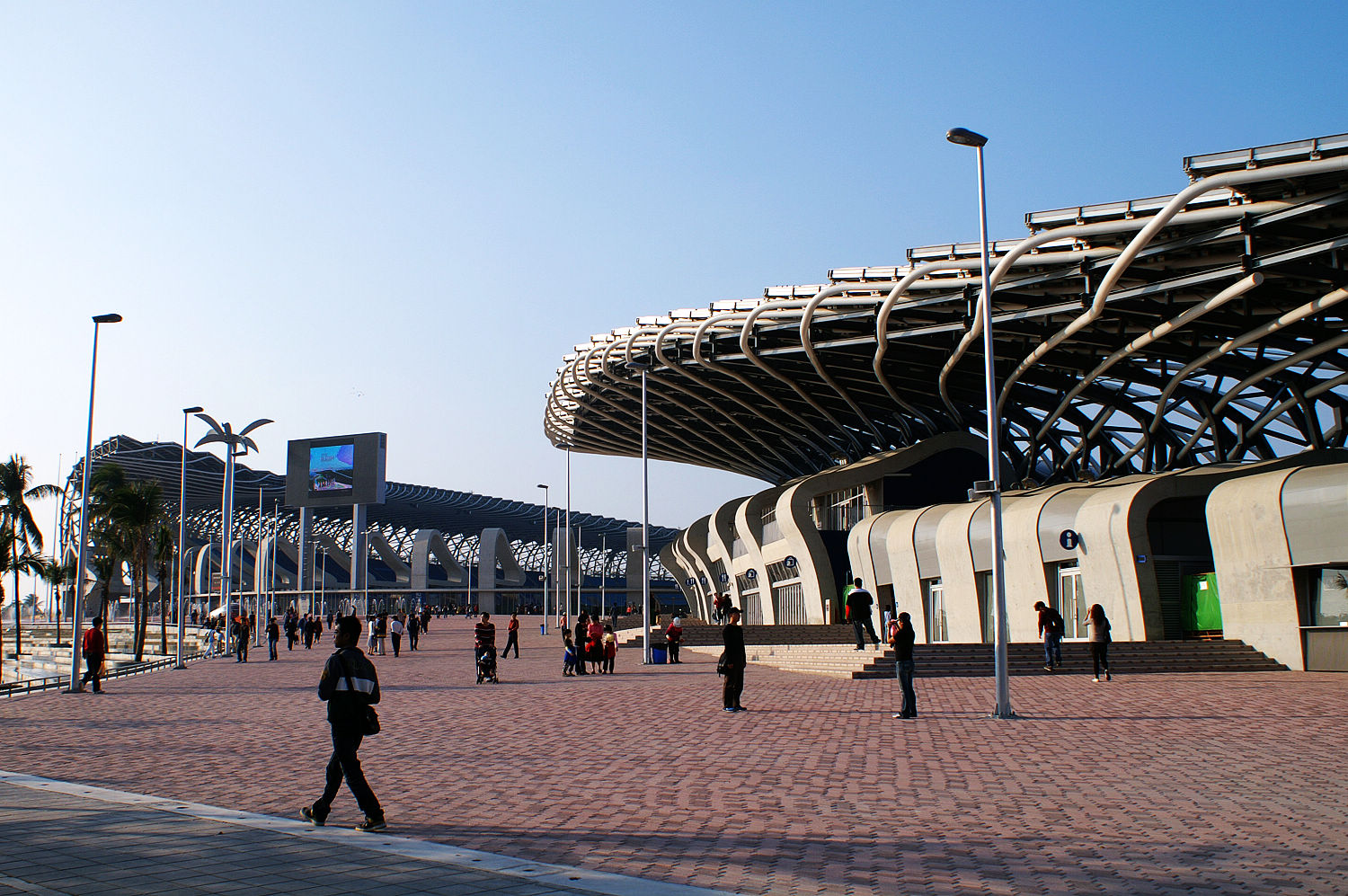
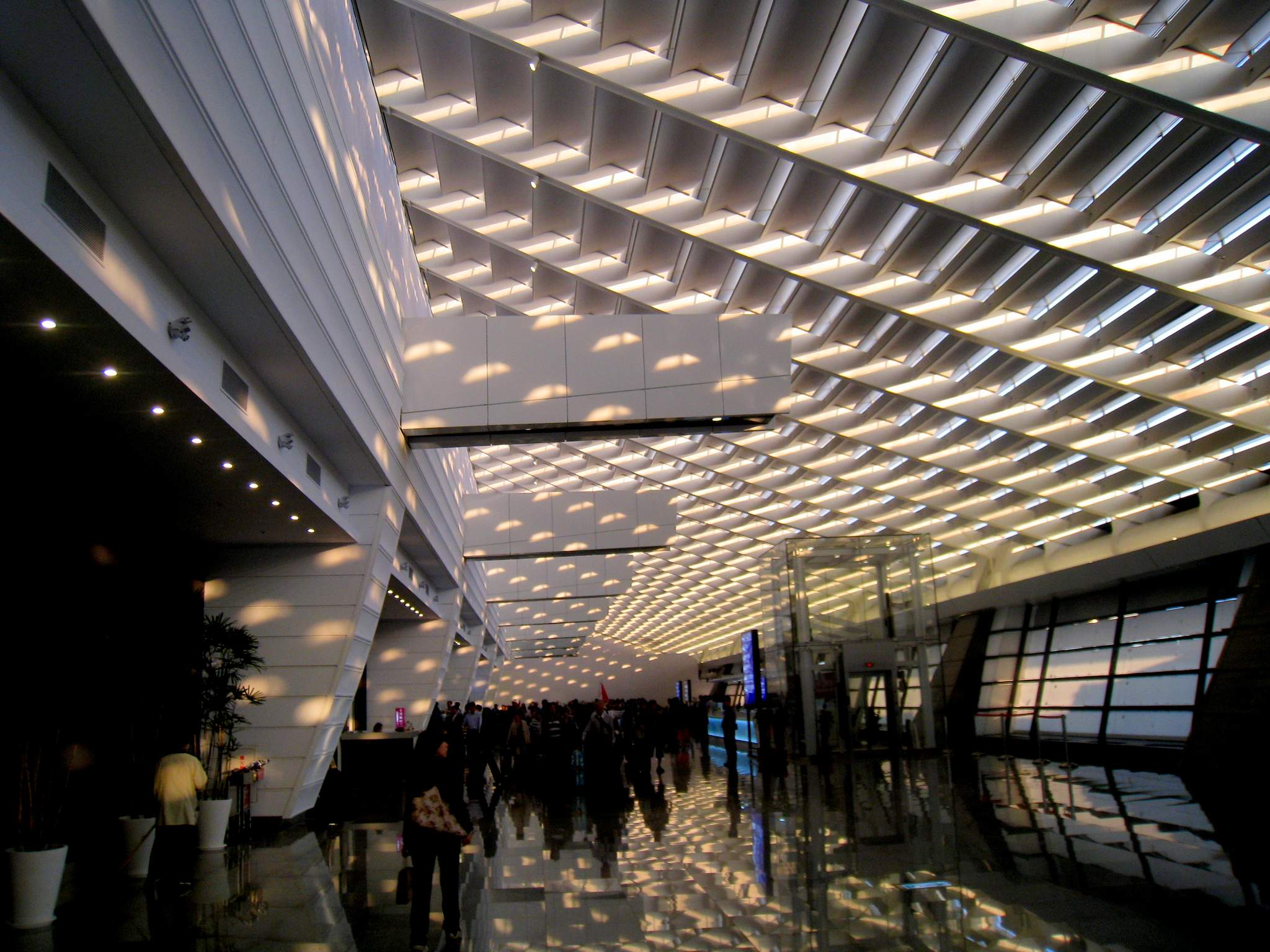

## جستارهای مربوطه
- تادائو آندو
- کیشو کوروکاوا

## وب‌گاه رسمی
- آثار و بیوگرافی